# Nazionale maschile di football americano della Tunisia
La nazionale di football americano della Tunisia è la selezione maggiore maschile di football americano dell'ATFA, che rappresenta la Tunisia nelle varie competizioni ufficiali o amichevoli riservate a squadre nazionali.

## Risultati
Legenda: Grassetto: Risultato migliore, Corsivo: Mancate partecipazioni

## Dettaglio stagioni

### Amichevoli
| Stagione | Vin | Par | Per | Tot | PF | PS | avversaria               |
| -------- | --- | --- | --- | --- | -- | -- | ------------------------ |
| 2017     | 1   | 0   | 0   | 1   | 42 | 0  | Monarques de Saint-Denis |
| 2019     | 1   | 0   | 0   | 1   | 36 | 0  | Marocco                  |
| Totale   | 2   | 0   | 0   | 2   | 78 | 0  |                          |

Fonte: americanfootballitalia.com

### Riepilogo partite disputate
| Anno             | Luogo  | Evento                 | Fase del torneo | Incontro                           | Risultato |
| 12 novembre 2017 | Parigi | Amichevole             |                 | Monarques de Saint-Denis - Tunisia | 0 - 42    |
| 23 novembre 2019 | Tunisi | Coupe du Grand Maghreb |                 | Tunisia - Marocco                  | 36 - 0    |

## Confronti con le altre Nazionali
Questi sono i saldi della Tunisia nei confronti delle Nazionali e selezioni incontrate.

### Saldo positivo
| Nazionale | Giocate | Vinte | Pareggiate | Perse | PF | PS | Ultima vittoria | Ultimo pari | Ultima sconfitta |
| --------- | ------- | ----- | ---------- | ----- | -- | -- | --------------- | ----------- | ---------------- |
| Marocco   | 1       | 1     | 0          | 0     | 36 | 0  | 2019            | -           | -                |